# Den válečných veteránů

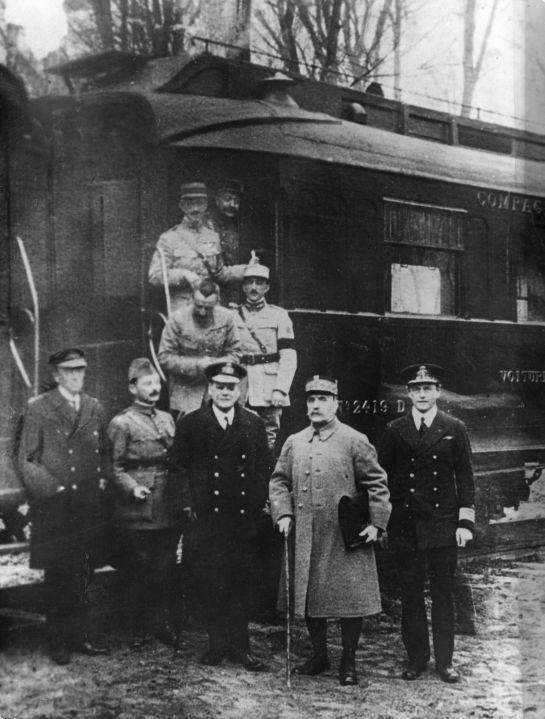
Snímek z compiègneského lesa po dosažení dohody o příměří. Maršál Foch je druhý zprava

Den válečných veteránů, 11. listopad, je den věnovaný památce ukončení 1. světové války. Slaví se zejména v západní Evropě, v USA a v zemích Commonwealthu jako Den památky, Den příměří, nebo Den veteránů. Od roku 2004 je tento významný den připomínán i v České republice.

## Historie
Dne 11. listopadu 1918 bylo ve vlakovém voze u severofrancouzského města Compiègne podepsáno příměří mezi zeměmi Dohody a Německem, jímž byly na západní frontě ukončeny boje 1. světové války. Hlavními signatáři příměří byli vrchní velitelé spojeneckých sil maršál Ferdinand Foch a německý zástupce Matthias Erzberger.
Tradice oslav konce 1. světové války se začala rodit již při prvním výročí dne příměří, 11. listopadu 1919, kdy byl tento den připomínán v Londýně, Paříži i dalších městech dohodových států. Americký prezident Woodrow Wilson téhož roku oficiálně vyhlásil 11. listopad Dnem příměří. Oficiálním federálním svátkem se stal v roce 1926. Roku 1954 přejmenoval Kongres Den příměří na Den veteránů, aby tak umožnil oslavu amerických bojovníků z nedávno ukončené Korejské války. Od té doby je 11. listopad svátkem amerických veteránů všech válečných konfliktů.

### Den veteránů ve světě
Den veteránů (Veterans Day) je americký termín, ve Spojeném království a zemích Commonwealthu je tento den stále připomínán jako Den vzpomínek (Remembrance Day). Většina oslav spojených s tímto svátkem se koná v neděli, která je datu 11. listopadu nejbližší, a ta je nazvána Nedělí vzpomínek (Remembrance Sunday).

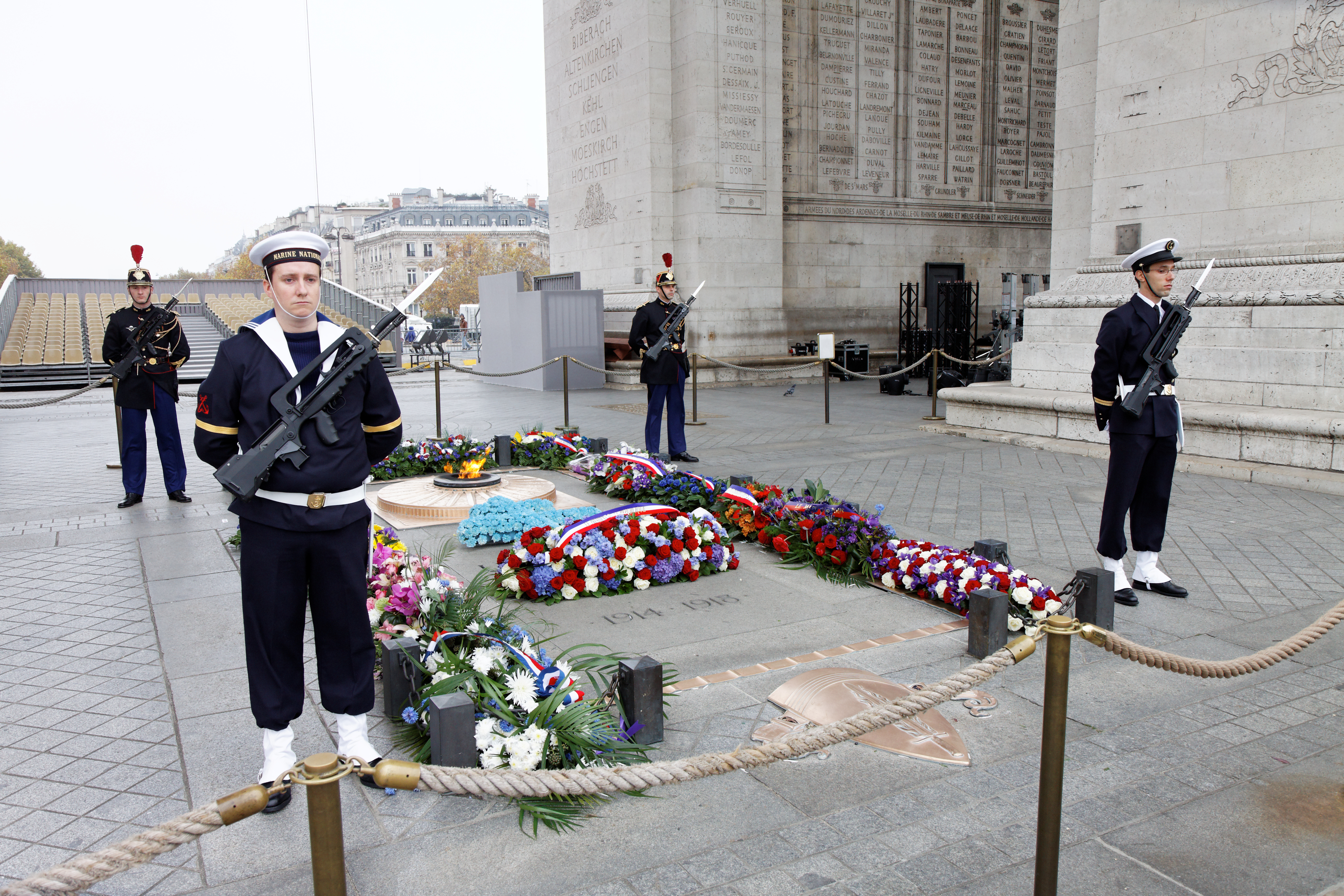
Hrob Neznámého vojína v Paříži, 11. listopad 2001

Ve Francii se 11. listopad slaví od roku 1922 jako státní svátek pod názvem Den příměří (jour de l'Armistice), nebo Den vzpomínky (jour du Souvenir). Ale již v letech 1919 a 1920 se 11. listopadu konaly pietní oslavy a u vítězného oblouku byl zřízen hrob Hrob Neznámého vojína, který měl symbolizovat všechny francouzské vojáky, kteří padli za vlast.
Rovněž v Belgii je 11. listopad státním svátkem, a to od roku 1922, kdy byl také za přítomnosti krále Alberta I. slavnostně odhalen Hrob Neznámého vojína v Bruselu. Do té doby se oficiální vzpomínání belgických obětí 1. světové války, 40 tisíc vojáků a 60 tisíc civilistů, konaly 4. srpna, což byl den, kdy německá vojska napadla Belgii. Již při prvním výročí, v roce 1919, vznikla tradice pokládání květů chryzantém na hroby padlých vojáků. Ve 30. až 50. letech byla v Belgii květinou vzpomínky také sedmikráska, symbol míru, která se prodávala při charitativních akcích.
V Polsku se 11. listopad připomíná jako Svátek nezávislosti (Narodowe Święto Niepodległości), protože konec 1. světové války umožnil obnovení polského státu po 123 letech od jeho rozdělení mezi okolní mocnosti (1795–1918). Tento státní svátek se slaví od roku 1937.

### Svátek v České republice
V českých zemích byla památka na 11. listopadu vždy ve stínu významnějších výročí, protože boje na východní frontě byly zastaveny již v důsledku míru uzavřeného v Brestu Litevském ze dne 3. března 1918. Dále, Rakousko-Uhersko, jehož byly České země součástí, uzavřelo separátní mír s dohodovými mocnostmi již 4. listopadu 1918. A v české společnosti rovněž tyto události byly převrstveny vyhlášením samostatného státu dne 28. října 1918.
Teprve v roce 2003 navrhla vláda Vladimíra Špidly doplnit do novely zákona o státních svátcích také 11. listopad, jako významný den (nikoli státní svátek), který je věnován veteránům všech válečných konfliktů a slaví se ve všech demokratických zemích Evropy, USA a Kanadě jako významná připomínka vítězství demokracie ve světě, ke kterému pomohly i Československé legie. Návrh vlády byl potom vtělen do zákona č. 101/2004 Sb., kterým se mění zákon č. 245/2000 Sb., o státních svátcích, o ostatních svátcích, o významných dnech a o dnech pracovního klidu.

## Symbolika

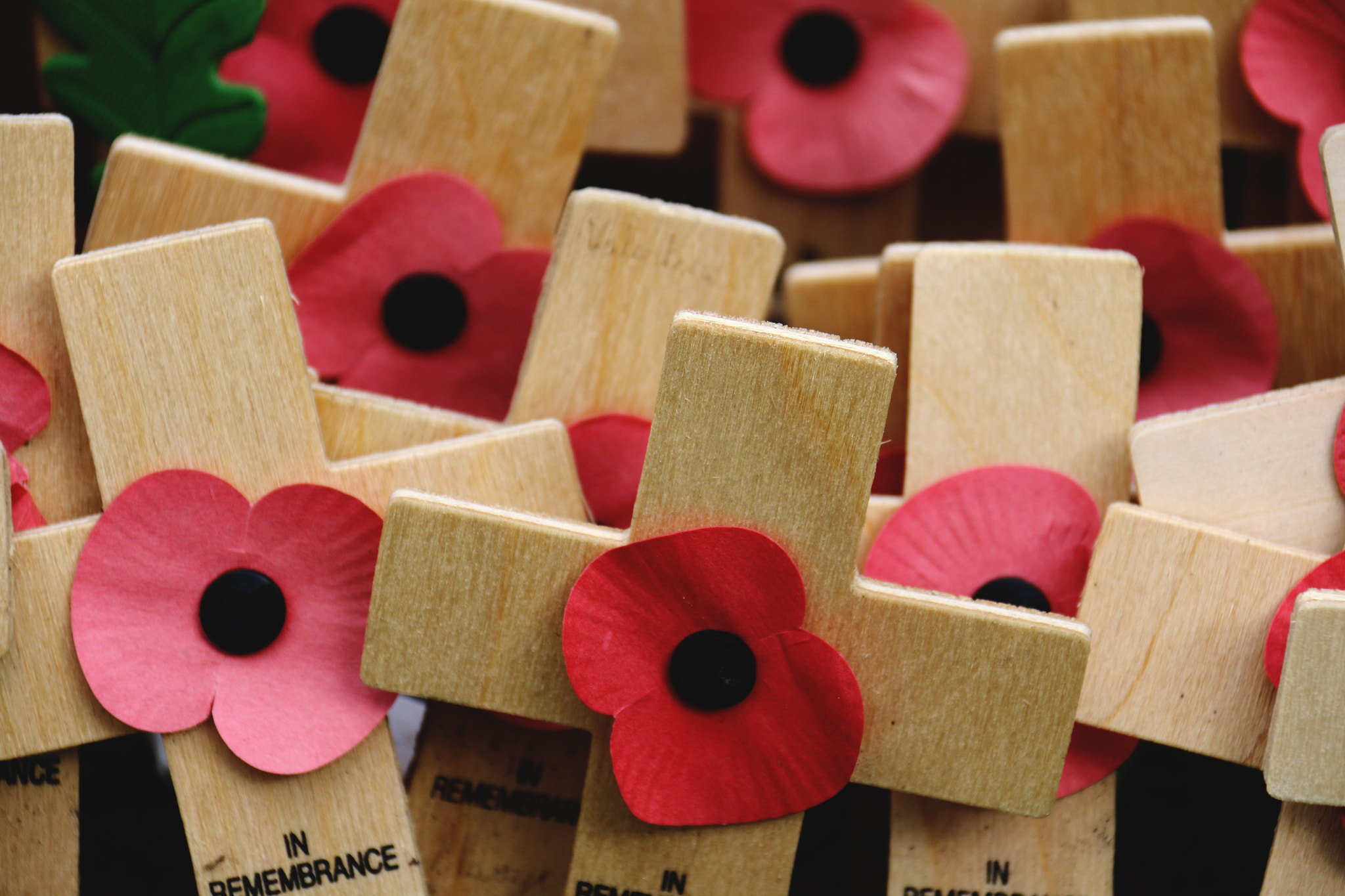
Symbol dne veteránů

Symbolem Dne veteránů se stal květ vlčího máku. To má svůj původ v básni Na flanderských polích, kterou v roce 1915 napsal kanadský chirurg John McCrae, jenž sloužil na západní frontě, nedaleko belgického města Ypres. Vlčí mák jako symbol pro padlé vojáky 1. světové války poprvé použila americká profesorka a humanistka Moina Michaelová. V roce 1921 zvolil bývalý velitel britských expedičních sil polní maršál sir Douglas Haig jako předseda Nadace veteránů vlčí mák za symbol pro sbírku na pomoc válečným veteránům a invalidům.